# 크리스티안 네를링거
크리스티안 네를링거(Christian Nerlinger, 1973년 3월 21일, 노르트라인베스트팔렌주 도르트문트 ~)는 은퇴한 독일의 축구 선수로, 현역 시절 중앙 미드필더로 활약하였다.
그는 현역 시절 주로 FC 바이에른 뮌헨과 보루시아 도르트문트에서 활약하였다.

## 클럽 경력
네를링거는 FC 바이에른 뮌헨에 13세의 나이에 합류하였고, 바이언 일원으로 성장하였다. 1992년, 그는 1군으로 승격되었으나, 1992-93 시즌에는 단 한경기도 출전하지 못하였다.
그 다음 시즌, 네를링거는 조르지뉴, 로타어 마테우스, 메흐메트 숄, 크리스티안 지게과의 협력으로 즉시 빛을 보았고, 이 시즌에 바이에른은 우승을 거두었으며, 네를링거 또한 개인 한 시즌 최다인 9골을 득점하며 11골을 득점한 메흐메트 숄과 아돌포 발렌시아에 이어 팀내 득점 3위를 기록하였다. 그는 1993년 8월 7일, SC 프라이부르크와의 홈 경기에서 데뷔하였고, 팀은 3-1 승리를 거두었다.
네 시즌간의 우수한 활약 후, 네를링거는 고향 클럽 보루시아 도르트문트로 이적하였고, 그는 잦은 부상을 당하기 시작하였다. 이후에는 부상의 정도가 심각하였고, 그는 이후에 활약했던 두 클럽에서 미미한 활약을 펼쳤다. 스코틀랜드의 레인저스 FC와 1. FC 카이저슬라우테른 (카이저슬라우테른에서 그는 바이언 팀동료였던 카르스텐 양커와 재회하였다.) 을 거친 그는 2005년 12월에 부상으로 은퇴하였다.

## 국가대표팀 경력
네를링거는 독일 국가대표팀에 차출되어 6경기에 출전하였다. 그는 1998년 9월 5일, 1-1로 비긴 루마니아와의 경기에 첫 출전하였는데, 이 경기에서 그는 종료 5분을 남겨놓고 동점골을 득점하였다.
그러나, 그는 단 한번도 독일 국가대표팀이 참가한 메이저 대회에 출전하지 못하였다.

## 감독 경력
현역 은퇴 후, 네를링거는 뮌헨 상업학교에서 국제 사업을 전공하였다. 이후, 그는 바이에른 팀 매니저가 되었다. 2010년 1월, 그는 울리 회네스의 뒤를 이어 기술 매니저가 되었고, 이후 제너럴 매니저로 승격되었다. 2012년 7월 2일, 네를링거의 자리는 마티아스 자머가 가져갔다.
2008년 7월 1일, 네를링거는 바이에른 뮌헨의 팀 매니저로 임명되었다. 그는 2009년 7월 1일에 FC 바이에른 뮌헨의 스포르팅 디렉터가 되었다. 그는 이 직위를 2012년 6월까지 유지하였다.

## 수상
FC 바이에른 뮌헨
- 푸스발-분데스리가: 1993–94, 1996–97
- UEFA컵: 1995–96
- DFB-포칼: 1997–98
- DFB-리가포칼: 1997

레인저스 FC
- 스코틀랜드 프리미어리그: 2002–03
- 스코틀랜드 컵: 2001–02, 2002–03